# Chambre d'écho
Pour l’article homonyme, voir Chambre d'écho (médias).
Ne pas confondre avec la chambre réverbérante
 (février 2014).
Si vous disposez d'ouvrages ou d'articles de référence ou si vous connaissez des sites web de qualité traitant du thème abordé ici, merci de compléter l'article en donnant les références utiles à sa vérifiabilité et en les liant à la section « Notes et références ».
Une chambre d'écho est un dispositif électromécanique ou électronique qui ajoute au signal électrique une ou plusieurs copies de ce signal avec un retard, se répétant de manière décroissante.
En traitement du son, ce dispositif produit un effet (le delay) rappelant un écho acoustique.

## Principe

Schéma d'un effet « écho ».

Une ligne à retard transmet le signal après un certain délai de quelques dixièmes de seconde à quelques secondes. Ce signal retardé peut souvent être filtré afin d'être adouci, avant d'être additionné au signal d'entrée.
Une boucle de rétroaction (feedback) permet d'injecter ce nouveau signal dans le signal d'entrée. Dans ce cas, on entend un nombre multiple de répétitions, dont le niveau décroit à chaque fois jusqu'à devenir inaudible.
Supposons que le signal comporte un claquement à l'amplitude maximale, et que le signal soit retardé de 0,1 seconde et atténué de moitié.
- après 0,1 seconde le signal est à la moitié de l'amplitude maximale (−6 décibels) et revient à l'entrée ;
- après 0,1 seconde supplémentaire, soit 0,2 seconde, le signal est au quart de l'amplitude maximale (−12 décibels)  ;
- après 0,3 seconde le signal est au huitième de l'amplitude maximale (−18 décibels)  ;
- après 1 seconde le signal est au millième de l'amplitude maximale (−60 décibels) et a pratiquement disparu.

## Historique
Les premières lignes à retard, électromécaniques, servaient en téléphonie. Elles utilisaient un ressort, dont un transducteur similaire à celui d'un haut-parleur faisait vibrer une extrémité. La vibration se propage dans le ressort relativement lentement. Elle faisait vibrer à l'autre extrémité la bobine d'un transducteur semblable à celui d'un microphone dynamique. La rigidité et la masse des deux transducteurs doit être ajustées et il faut les munir d'un amortisseur, afin d'empêcher que la vibration rebondisse dans la ligne de transmission. On ne peut pas régler la durée du retard. En déréglant ou en supprimant les amortisseurs de ce genre de ligne à retard, Laurens Hammond créa, pour ses orgues, la réverbération à ressort.
Après la Seconde Guerre mondiale, la bande magnétique permit un système moins limité en bande passante. Une tête d'enregistrement enregistre le signal sur une boucle, et des têtes de lecture espacées fournissent les versions retardées. On peut régler le retard, soit en changeant la distance entre les têtes, soit en changeant la vitesse de la bande. Le système est assez coûteux et est sujet aux problèmes habituels des magnétophones mais peut être facilement stéréophonique.
L'échantillonnage du signal et les dispositifs à transfert de charge permettent des systèmes plus compacts, plus robustes et de meilleures caractéristiques de transmission. Le signal charge un condensateur semi-conducteur. À chaque impulsion de l'horloge, chaque élément transfère sa charge au condensateur suivant. Il faut autant de condensateurs que d'impulsions d'horloge dans le délai de retard maximal.
Pour un échantillonnage de qualité correcte, il faut 50 000 échantillons par seconde. Pour un retard de 0,1 s, il faut 5 000 éléments. C'est possible grâce aux circuits intégrés.
Les systèmes audionumériques fonctionnent de la même manière, à ceci près qu'ils transforment les échantillons en données numériques, mis en mémoire. Il doit y avoir autant d'emplacements mémoire que le produit de la fréquence d'échantillonnage par le délai maximal.
Des lignes à retard entourées de connexions vers l'amont ou vers l'aval sont au cœur de beaucoup de systèmes de traitement du signal audio.
Les systèmes numériques tendent à regrouper, dans un même boîtier, toutes les fonctions de traitement du signal qui utilisent des retards, c'est-à-dire à peu près toutes, avec une richesse qui n'est limitée que par le prix et la complexité d'utilisation, croissant avec le nombre de paramètres à régler. Les boîtes d'écho spécialisées ne se trouvent plus guère que comme pédales d'effet écho-délai pour guitaristes.

## Utilisation
Le principe de la chambre d'écho est utilisé pour :
- simuler un écho ;
- spatialiser un son[réf. nécessaire] si on ne dispose pas d'effet réverbération.

Pour compenser les distances entre haut-parleurs provoquant un déphasage ou une mauvaise perception de la direction source sonore, on utilise une ligne à retard, dont le signal de sortie est le signal d'entrée avec le temps de retard prescrit, sans mélange.

### Par le musicien
Le delay est employé par certains instrumentistes, principalement les guitaristes, ou autres instrumentistes dès qu'ils utilisent un microphone. La pédale de delay (insérée entre le micro de l'instrument et l'amplificateur) est commandée, généralement, au pied; une autre commande permet le réglage du feedback. Il y a plusieurs utilisations possibles dont :
- donner de l'espace sonore à l'instrument dans sa diffusion ;
- utiliser les délais assez longs (entre 1 et 2 secondes) permettant de jouer à la façon d'un canon avec soi-même. Certains boîtiers sont adaptés à cet usage et détectent la cadence, soit par pression du pied (tap), soit par analyse du signal.

### Par l'ingénieur du son
L'ingénieur du son va, en général, disposer de boîte d'effets plus complètes, dont les délais et échos ne seront qu'un des réglages, pour donner une dimension à un instrument dans l'espace sonore du mixage.